# さらば青春の光の『青春デストロイヤー』
さらば青春の光の『青春デストロイヤー』（さらばせいしゅんのひかりのせいしゅんデストロイヤー）は、NBCラジオで2013年11月10日から放送されている、お笑いコンビ・さらば青春の光（森田哲矢・東ブクロ）が出演するラジオ番組。

## 概要
『さらば青春の光ふぁいなる』（TOKYO MX）の企画で、さらば青春の光への仕事を募集したところ、NBCからイベントのオファーがあったが、『ふぁいなる』側は自ら募集しておきながらしばらくスルーしていた。その間にNBC側は、さらばは出演しないものだと思って別の出演者を決定していたが、今度は『ふぁいなる』のほうから「ノーギャラでいいので出演させてほしい」と申し出たところ許可が出たため、イベントへの出演が決定。
その際に「10分程度のデモテープを聴いてもらって、面白かったらレギュラーでラジオをやらせてください」とその場で冗談半分でお願いしたところ、NBC側の担当者が快諾し、それまでどぶろっくが担当していた枠を引き継ぐ形で、当番組が始まることになった。
長年、マネージャーの所有するボイスレコーダーやスマートフォンを使用し、行った先の静かそうな場所（楽屋など）で録音して、放送までにNBC側にデータを送る形をとってきたが、『さらば青春の光がTaダ、Baカ、Saワギ』（TBSラジオ）が始まってからはそちらの収録後に、そのままTBSのスタジオを借りて録ることも多い。
当初は長崎放送の佐賀支局という立ち位置のNBCラジオ佐賀の制作番組扱いで、さらば側も「佐賀のラジオ」と呼んできたが、現在は長崎と佐賀の番組編成が統合されradikoの提供エリアも拡大したため、NBCラジオ（長崎放送）本体との違いはほぼなくなっている。

## 内容
以前は企画コーナーを行い、佐賀県で放送されていることから佐賀の名産品を紹介するなどしていたが、現在はradikoプレミアムやラジオクラウドなどのスマートフォンアプリ経由で全国から聴けるため、地域を意識しないトークが増えており、佐賀の話題に触れることはほとんどない。
CMを除いた正味の尺はわずか8分程度であり、短く話せる話題がないときは東ブクロが適当に予想した天気予報を話したり、サックスの演奏のみで尺を埋めるような回もある。
お笑い賞レースの時期になると、二人が賞レースのファイナリストとして知られることから、その話題が多くなる。
基本的に地元企業のスポンサーが1社～2社ついているが、契約の関係からか一定期間離れノンスポンサー状態になったり、しばらくしてまた戻ってきたりを繰り返しており、番組内で度々ネタにされる。

## スタッフ
- 構成：渡辺佑欣
- ディレクター：久保田麻智子（くぼまち） - NBC側のスタッフ。当番組は実質、さらば青春の光の所属事務所『ザ・森東』の制作だが、最終的にどのような形で放送するかは、ディレクターが権限を持つ。基本的に収録に立ち会うことは無いが、トークテーマは毎回送っている。福岡での単独ライブ時などは収録への立ち会いを行ったり、番組に登場することもある。

その他のスタッフ
- ディレクター：柴田俊希 - 『さらば青春の光がTaダ、Baカ、Saワギ』ではADを務める、TBSラジオ側のスタッフ。かつてNBC側スタッフの藤井を相手に一方的にディレクション対決を仕掛け、当番組に携わったが、リスナーから不評であった。しかし、現在も自身のTwitterでは当番組の告知をするなどして関わっている。

## 特集など
- 芸人芸人芸人 volume2 (コスミックムック)  - ラジオ番組を持つ芸人が特集され、さらば青春の光が、当番組について取材を受けた。